# Chápanovití
Chápanovití (Atelidae) je čeleď ploskonosých opic, které žijí v deštných pralesích Jižní a Střední Ameriky. Čeleď chápanovitých byla vyčleněna pro své zvláštnosti z čeledi malpovitých (Cebidae), kde byla donedávna zařazena jako podčeleď.

## Rozdělení
Čeleď chápanovití má dvě podčeledi, chápany (Atelinae) se čtyřmi rody a vřešťany (Alouattinae) s jedním rodem. Dohromady má čeleď asi 30 druhů.

## Popis
Chápanovití patří k největším opicím Nového světa, dospělí samci měří až 90 cm a samice 60 cm, samci váží téměř 10 kg a samice 7 kg. Chápavý ocas mívají dlouhý jako tělo. Mají kulatý obličej, krátký čenich a kulaté nozdry. Na prstech mají drápy, která jim usnadňují šplhání ve větvích i po kmenech. Objemný žaludek a tlusté střevo mají uzpůsobené k trávení rostlinné potravy. Jsou to denní opice, s večerem uléhají ke spánku na stromech.
Chápani jsou svým ocasem zvláště proslulí, mají ho téměř holý a na spodní straně je jeho pokožka bohatě protkána hmatovými nervy. Pro jejich schopnost používat ocasu k přidržování se větví nebo uchopit nějaký předmět nazývají se někdy pětirukými opicemi.
Jejich pohyby jsou pomalé, váhavé, ale při vzrušení dovedou vyvinout značnou rychlost a obratnost. Mají silné čelisti a zuby, kterými rozdrtí i tvrdé skořápky ořechů. Nozdry mají umístěny daleko od sebe.
Vřešťani mají zvětšenou jazylku, do které zasahuje vzdušný vak vytvořený vychlípením jícnu, toto slouží jako rezonanční zařízení umožňující hlasitá volání. Samci mají nápadně robustní dolní čelist a díky svému zvláštnímu hlasovému orgánu vypadají, jako by měli dvojitou bradu. Jak napovídá český název, jsou považování za nejhlasitější suchozemská zvířata. Na rozdíl od jiných amerických opic vidí vřešťani barevně, ale nemají dobrý čich.

## Stravování

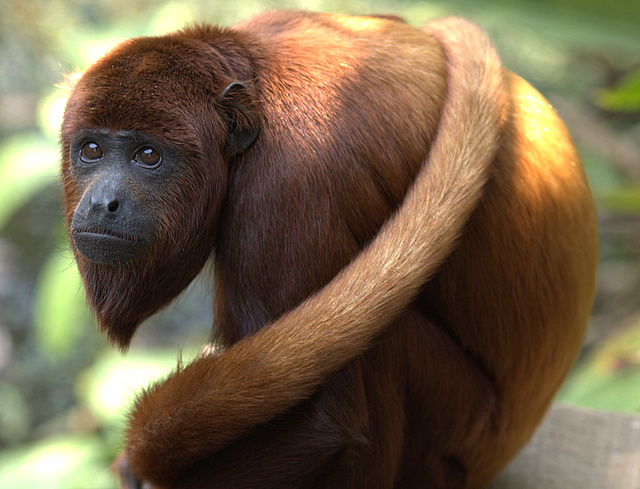
Vřešťan rezavý (Alouatta seniculus)

Chápani i vřešťani jsou převážně vegetariáni, jejich potravu tvoří listy různých stromů, ovoce, ořechy a jiné plody, pupeny a květy. Chápani si však příležitostně nenechají ujít ptačí vejce, měkkýše, stromové žáby, hmyz i drobné ptáky.

## Chování
Chápani po větvích chodí po zadních končetinách a na rozdíl od jiných opic neudržují rovnováhu předními, ale ocasem. V korunách stromů se také pohybují brachiaci, k tomu mají uzpůsobené ruce, zakrslé palce a prodloužené ostatní prsty. Některé druhy žijí výhradně na stromech, např. rod Brachyteles, jiné sestupují na zem a lze je nalézt až na okraji savan. Mají tak dlouhé paže, že když jdou po zemi po zadních končetinách, přední jim dosahují až na zem.
Chápani jsou polygamní opice. Podle jednotlivých druhů žiji ve skupinách od několika málo jedinců až po společenstva s 25 dospělými zvířaty s jasnou sociální strukturou. Takové velké kolektivy se při shánění potravy rozdělují na menší skupinky po 2 až 8 zvířatech a scházejí se až večer. Místa s dostatkem potravy vyhledávají vedoucí samice. Teritoria si samci a dospělé samice brání štěkotem podobným psímu a výhrůžnými postoji, případně močí směrem k vetřelci.
Vřešťani jsou opice, které tráví svůj život téměř výhradně v korunách stromů. Bývají považování za nejméně aktivní opice, odpočinkem stráví 80 % času. Pohybují se po čtyřech nebo šplhají, minimálně skáčou, při krmení se zavěšují za zadní nohy. Pomáhají si svým chápavým ocasem.
Vřešťani žijí v různě velkých stádech do 20 jedinců s jedním nebo více samci. Mají vymezená svá teritoria, která se nepřekrývají, svým hlasitým voláním odrazují konkurenty, málokdy dochází ke rvačkám (vyřídí si to křikem). Pravidelně se halasně ozývají za úsvitu a při západu slunce, jsou slyšet na kilometry daleko. Také uvnitř vlastní skupiny jsou mírumilovní. Mladí samci a samice odcházejí a zakládají samostatná stáda nebo se přiřazují k jiným.

## Rozmnožování
U chápanů si samice vybírají, s kterým samcem se spáří. Po 226 až 232 dnech březosti se rodí jedno mládě, o která se po dobu šesti až deseti měsíců plně stará matka. Mládě nejprve nosí zavěšeno na břichu, později na zádech a tak s ním přelézá po stromech. V průměru rodí jedno mládě jednou za tři až čtyři roky. Mladé samice odcházejí a připojují k jiným tlupám, samci zůstávají ve své domovské. Pohlavní zralosti dosahují samci asi za 5 a samice za 6 let. Dožívají se průměrně 20 let.
U vřešťanů trvá březost samic asi 180 až 190 dnů, o narozené mládě se samici pomáhá starat celá tlupa. Samice je dospělá asi ve 4, samec v 5 létech. Průměrná délka života je asi 15 až 20 let.

## Ohrožení
Chápani i vřešťani jsou loveni domorodci a pytláky pro maso a kácení deštných pralesů jim zmenšuje životní prostor i dostupnost vhodné potravy. Z toho vyplývá tak mnoho druhů ohrožených vyhubením.
Podle IUCN jsou považováni za:
- zranitelné druhy:
  - chápan černý, chápan stříbřitý, chápan vlnatý, vřešťan dlouhosrstý a vřešťan rudohřbetý,
- ohrožené druhy:
  - chápan amazonský, chápan dlouhosrstý, chápan pavoučí, chápan peruánský, chápan středoamerický, chápan tmavošedý, vřešťan miritibský a vřešťan mono,
- kriticky ohrožené druhy:
  - chápan hnědohlavý, chápan hnědý, chápan kolumbijský, chápan skvrnitolící, chápan skvrnočelý.[1]

## Třídění chápanovitých
podčeleď chápani – Atelinae Gray, 1825
- rod chápan – Ateles É. Geoffroy, 1806
  - chápan amazonský – Ateles marginatus É. Geoffroy, 1809
  - chápan černý – Ateles paniscus (Linnaeus, 1758)
  - chápan dlouhosrstý – Ateles belzebuth É. Geoffroy, 1806
  - chápan hnědohlavý – Ateles fusciceps Gray, 1866
  - chápan peruánský – Ateles chamek (Humboldt, 1812)
  - chápan skvrnočelý – Ateles hybridus I. Geoffroy, 1829
  - chápan středoamerický – Ateles geoffroyi Kuhl, 1820
- rod chápan – Brachyteles Spix, 1823
  - chápan pavoučí – Brachyteles arachnoides (É. Geoffroy, 1806)
  - chápan severní – Brachyteles hypoxanthus (Kuhl, 1820)
- rod chápan – Lagothrix É. Geoffroy, 1812
  - chápan kolumbijský – Lagothrix lugens Elliot, 1912
  - chápan stříbřitý – Lagothrix poeppigii Schinz, 1844
  - chápan tmavošedý – Lagothrix cana É. Geoffroy, 1812
  - chápan vlnatý – Lagothrix lagotricha (Humboldt, 1812)
- rod chápan – Oreonax Thomas, 1927
  - chápan hnědý – Oreonax flavicauda (Humboldt, 1812)

podčeleď vřešťani – Alouattinae Trouessart, 1897
- rod vřešťan – Alouatta Lacépède, 1799
  - vřešťan bolivijský – Alouatta sara Elliot, 1910
  - vřešťan coibský – Alouatta coibensis Thomas, 1902
  - vřešťan černý – Alouatta caraya (Humboldt, 1812)
  - vřešťan dlouhosrstý – Alouatta belzebul (Linnaeus, 1766)
  - vřešťan guyanský – Alouatta macconnelli Elliot, 1910
  - vřešťan křiklavý – Alouatta clamitans Cabrera, 1940
  - vřešťan medvědí – Alouatta arctoidea Cabrera, 1940
  - vřešťan miritibský – Alouatta ululata Elliot, 1912
  - vřešťan mono – Alouatta pigra Lawrence, 1933
  - vřešťan pláštíkový – Alouatta palliata (Gray, 1849)
  - vřešťan puruský – Alouatta puruensis Lönnberg, 1941
  - vřešťan rezavý – Alouatta seniculus (Linnaeus, 1766)
  - vřešťan rudočerný – Alouatta guariba (Humboldt, 1812)
  - vřešťan rudohřbetý – Alouatta discolor (Spix, 1823)
  - vřešťan severobrazilský – Alouatta nigerrima Lönnberg, 1941
  - vřešťan západobrazilský – Alouatta juara Elliot, 1910

Pozn. Někdy je rod Oreonax považován za mladší synonymum rodu Lagothrix. Na této stránce je respektováno stanovisko Komise EU č. 407/2009, která jméno Oreonax uznává za platné.